# Изборский клуб
«Избо́рский клуб» — сообщество известных экспертов (преимущественно консервативного толка), специализирующихся на изучении внешней и внутренней политики России; антилиберальный аналитический центр.

## История
Клуб был создан группой российских политиков, мыслителей и общественных деятелей государственно-патриотической направленности в сентябре 2012 года во время празднования 1150-летия города Изборска при поддержке губернатора Псковской области А. А. Турчака. Председателем клуба был избран писатель А. А. Проханов, а исполнительными секретарями — В. В. Аверьянов и А. А. Нагорный. По мнению немецкого политолога Умланда Андреаса, в её состав входит ультраконсервативный фланг сторонников президента РФ Владимира Путина.
Своё название организация получила от псковского села Изборск вблизи границы с Эстонией, где состоялось первое заседание в канун празднования его 1150-летия. Её встречи, согласно официальной информации на сайте клуба, проходили в Екатеринбурге, Ульяновске, Санкт-Петербурге, Саратове, Брянске, Белгороде, Туле, Калуге, Омске, Нижнем Новгороде, Оренбурге, Донецке и других городах, а также в Якутии, Дагестане и в Крыму. Выездные заседания клуба проходили в Приднестровье, Сирии, Сербии, Китае, Иране и других странах.
В 2015 году организация получила президентский грант для некоммерческих организаций в размере 10 млн руб. В описании проекта указано, что организация постарается разъяснить «что есть Русский мир».

## Цели и задачи
Одним из направлений деятельности клуба называется примирение исторических эпох и синтез лучшего, что в них было.

## Влияние
Организация имеет значительные финансовые ресурсы и связи в Кремле, в её заседаниях участвовали министр культуры РФ Владимир Мединский, губернаторы многих областей и главы республик (Якутия, Дагестан, Чечня). Считается, что «Изборский клуб» отображает взгляды консервативной части российской элиты.

## Критика и скандалы
Деятельность и идеалы Изборского клуба подверглись наиболее суровой критике со стороны ведущего научного сотрудника РИСИ П. В. Мультатули в его статье «Редиска наоборот, или куда ведёт Изборский клуб?»:

Идеологию «изборцев» можно назвать по имени их председателя А. А. Проханова — «прохановщиной», как любили давать такие определения большевики. Это явление чрезвычайно опасное именно своим соглашательством, попыткой соединить несоединяемое, белое с чёрным, Бога с дьяволом. «Прохановщина» гораздо опаснее явной коммунистической и леворадикальной идеологии… Проханов хочет соединить воедино палачей и жертв, разрушителей и созидателей, революционеров и охранителей. Попытка соединить воедино добро и зло — наиболее опасная основа «прохановщины».

Публицист Елена Чудинова критикует Изборский клуб, считая, что его члены придерживаются изоляционистских взглядов.
В мае 2015 года по заказу Изборского клуба была изготовлена «Державная икона Божьей Матери», на которой вместе с Иосифом Сталиным были изображены советские маршалы. Презентация состоялась в ходе награждения литературной премией «Прохоровское поле» в Белгородской области. Александр Проханов сравнил советского исторического деятеля с Моисеем и Мао Цзэдуном, назвав его победоносным лидером, лидером с флагом победы. Авторы статьи на bbc.com Михаил Поплавский и Ольга Алисова сообщают, что Белгородская митрополия открестилась от причастности к богослужению на Прохоровском поле и высказалась против определения изображения как иконы, так как фигурирующие на ней люди не были причислены к лику святых. В то же время икона не нарушает канонов Церкви, поскольку указанные персонажи изображены не как святые — без нимбов, и расположены под омофором (покровительством) Богородицы. В июне Александр Проханов представил икону в Саратовской области, что снова вызвало негативную реакцию местной православной епархии.

## Члены клуба
По информации самого клуба, его членами являются:
- Александр Проханов (председатель)
- Виталий Аверьянов (заместитель председателя)
- Александр Нагорный (заместитель председателя)
- Олег Розанов (заместитель председателя)
- Александр Агеев
- епископ Августин (Анисимов)
- Владимир Аристархов
- Дмитрий Аяцков
- Вардан Багдасарян
- Сергей Батчиков
- Владимир Бортко
- Сергей Глазьев
- Михаил Делягин
- Александр Дугин
- Мурат Зязиков
- Леонид Ивашов
- Михаил Кильдяшов
- Андрей Кобяков
- Валерий Коровин
- Джульетто Кьеза
- Елена Ларина
- Юрий Ласточкин
- Михаил Леонтьев
- Георгий Малинецкий
- Наталия Нарочницкая
- Александр Нотин
- Владимир Овчинский
- Иван Охлобыстин
- Сергей Переслегин
- Олег Платонов
- Юрий Поляков
- Захар Прилепин
- Константин Сёмин (до 2024)
- Василий Симчера
- Николай Стариков
- Шамиль Султанов
- Юрий Тавровский
- Георгий Филимонов
- Андрей Фурсов
- Михаил Хазин
- Сергей Черняховский
- Карен Шахназаров
- архимандрит (позднее митрополит) Тихон (Шевкунов)
- Максим Шевченко
- Вячеслав Штыров
- Владислав Шурыгин

## Журнал
Изборский клуб издаёт журнал «Изборский клуб. Русские стратегии», тираж которого составляет 1200 экземпляров.
Первый номер журнала вышел в январе 2013 года. Презентация журнала прошла в Российской академии наук.
Журнал освещает деятельность Изборского клуба, публикует его доклады и декларации, отчеты о поездках и круглых столах, освещает события и тенденции, которые участники Изборского клуба считают важными.